# Stadio Pier Luigi Penzo
Lo stadio Pier Luigi Penzo, già campo di Sant'Elena, è uno stadio calcistico di Venezia.
Ubicato sull'Isola di Sant'Elena, nella laguna veneziana, è dedicato alla memoria dell'aviatore Pier Luigi Penzo; in termini di capienza, è la maggior arena scoperta della città di appartenenza.
Ospita le gare casalinghe del Venezia Football Club, principale sodalizio cittadino. È il secondo impianto più antico d'Italia dedicato alla pratica del calcio tra quelli in uso, alle spalle del solo stadio Luigi Ferraris di Genova.

## Storia

### XX secolo
Il "campo di Sant'Elena" (ubicato nelle immediate vicinanze dell'omonima chiesa) fu utilizzato già durante l'autunno 1910; contestualmente la Volontari Venezia inaugurava il 2 ottobre il campo dell'ex ippodromo della CIGA al Lido di Venezia.
Il 7 settembre 1913, dopo i lavori necessari per la costruzione di quelle che le fonti del tempo definirono "ampie e signorili tribune", il campo fu inaugurato con la cerimonia della rottura di una bottiglia contro uno dei pali, officiata dalla signorina Ines Taddia. Seguì una partita inaugurale, persa 7 a 0 contro il Genoa.
Lo stadio disponeva inizialmente della pista d'atletica leggera e di un'unica piccola tribuna coperta in legno, ubicata sul lato occidentale del campo da gioco. A metà anni venti da tale struttura si provvide ad elaborare una tribuna stabile in muratura, cui si aggiunse negli anni trenta un nuovo settore, i popolari, sul lato opposto del rettangolo.
L'ampliamento e adeguamento delle strutture con capienza totale di 15 000 spettatori, su progetto dell'ingegner Bruno Guadagnini con costo complessivo di lire 1 000 000, fu presentato dalle autorità fasciste il 21 novembre 1926 su una pagina del Gazzettino illustrato ridenominando il campo in "Campo sportivo fascista di Sant'Elena". L'inaugurazione ufficiale avvenne l'8 maggio 1927, ma la partita inaugurale fu disputata solo 2 settimane dopo ospitando e battendo il Deutscher Praga 5 a 3.
Non si conosce la data esatta del cambio di denominazione a "Campo Comunale Pier Luigi Penzo", che avvenne fra il 1928 ed il 1931, presumibilmente dopo il decennale della celebrazione della vittoria nella prima guerra mondiale. Alcune fonti riportano l'anno 1931.
Nell'estate del 1939 un'ulteriore opera di ristrutturazione ed ampliamento venne implementata per adeguare lo stadio ai canoni strutturali della Serie A, cui il Venezia era frattanto stato promosso: nell'occasione la tribuna centrale e i popolari vennero allungati verso nord e sud con l'aggiunta di propaggini di forma ricurva ed ulteriormente ampliati con posti parterre, sfruttando al massimo lo spazio disponibile a ridosso dei bordi del campo di gioco. Vennero inoltre costruite le prime curve sui lati corti del campo, sotto forma di basse strutture posticce (cinque/sei livelli) in legno.

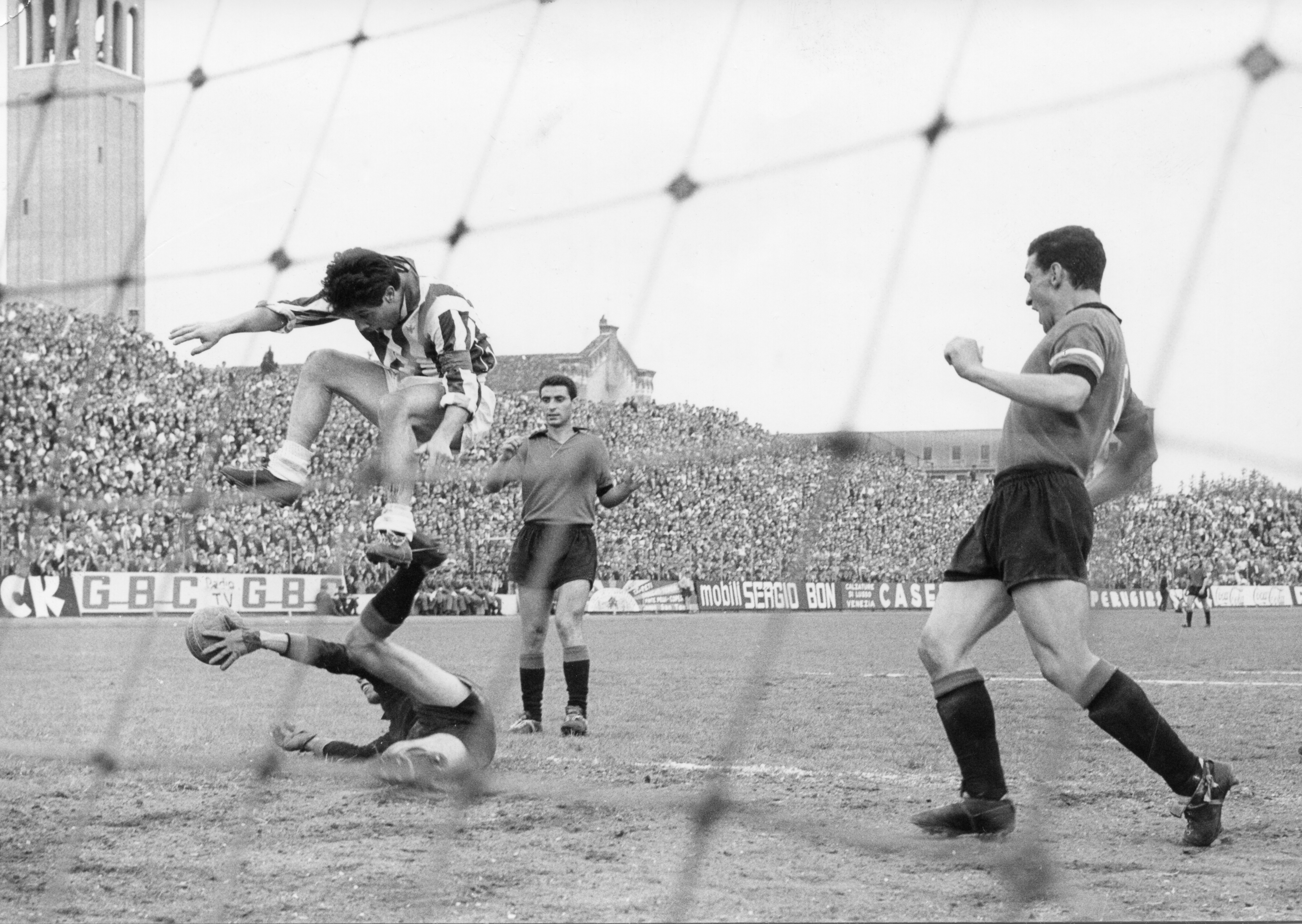
Vista sul terreno di gioco durante una gara tra Venezia e Juventus, 19 maggio 1963.

Altri interventi si resero necessari ad inizio e metà anni sessanta, allorché il Venezia rientrò nella massima serie nazionale: nell'occasione venne ulteriormente ampliato il settore dei popolari mentre le curve vennero ricostruite più capienti in legno e tubolari d'acciaio. In questo modo (complici le regole poco restrittive in materia di sicurezza e limiti di afflusso del pubblico) lo stadio raggiunse la sua massima capienza: in occasione della partita di campionato Venezia-Milan del 1966 vennero staccati 26.000 biglietti totali.
Il 3 novembre 1968 l'impianto ospitò un incontro della nazionale di rugby a 15 dell'Italia, contro la Germania Ovest e terminato con la vittoria degli Azzurri con il punteggio di 22 a 14.
L'11 settembre 1970 una violenta tromba d'aria si abbatté sull'Isola di Sant'Elena, danneggiando gravemente lo stadio: dato lo scarso rendimento della formazione veneziana in quegli anni, i danni vennero riparati solo parzialmente, riducendo la capienza a poco più di 5 000 posti totali.
Nei primi anni 1980, mentre il Venezia tendeva essenzialmente ad ascendere e discendere tra i campionati dell'Interregionale e della Serie C2, lo stadio venne nuovamente ristrutturato: si provvide a chiudere il settore dei popolari, divenuto pericolante a seguito di una pluriennale assenza di manutenzione, che venne di fatto sostituito da una nuova tribuna in tubolari d'acciaio (i distinti) posizionata sopra la pista d'atletica. In tale occasione i gruppi della tifoseria organizzata veneziana, che fino ad allora avevano occupato quest'area degli spalti, decisero di trasferirsi nella curva nord (che venne a sua volta ricostruita con strutture prefabbricate metalliche).
Nel 1987, a seguito della fusione tra Venezia e Mestre voluta da Maurizio Zamparini, il club unitario che ne nacque (che transitoriamente si chiamò Venezia-Mestre) si trasferì allo stadio Francesco Baracca (ubicato nella località di terraferma): nell'occasione alcune delle suddette tribune posticce vennero smontate dal Penzo (che rimase inutilizzato) e rimontate al Baracca.
Nel 1991, a seguito della promozione del Venezia in Serie B, lo stadio Penzo venne preferito al Baracca e quindi radicalmente ristrutturato al fine di poter accogliere le partite del campionato cadetto; gli interventi furono comunque a carattere provvisorio a causa dell'intenzione dichiarata del club di costruire un nuovo stadio in quel di Tessera, presso l'aeroporto Marco Polo (poi mai tradottasi concretamente). Si provvide a smantellare la pista di atletica, ad abbattere i vecchi popolari (chiusi da ormai dieci anni) e a riposizionare i distinti più ravvicinati al terreno di gioco. La maggiore trasformazione riguardò le curve, che vennero ricostruite in tubolari e portate ad una capienza di 4 500 spettatori, con una sensibile sopraelevazione rispetto al resto degli spalti. La capienza complessiva dello stadio raggiunse quindi i 16 500 posti, che nel decennio successivo andarono più volte tutti esauriti.
Nelle stagioni 1998–1999, 1999–2000 e 2001–2002 lo stadio ospitò le partite del Venezia in Serie A.

### Terzo millennio
A seguito dell'uscita di scena di Maurizio Zamparini, il Venezia entrò in una fase di difficoltà economiche che condussero nel 2005 al fallimento e alla rifondazione del club, che successivamente militò stabilmente in Serie C. A fronte di ciò, la capienza dello stadio venne dapprima limitata a 9 950 posti e poi nel 2007 (dovendo ottemperare ai nuovi regolamenti sulla sicurezza) a 7 450 posti: in tale occasione si provvide infatti a ridurre le dimensioni delle curve e dei distinti.

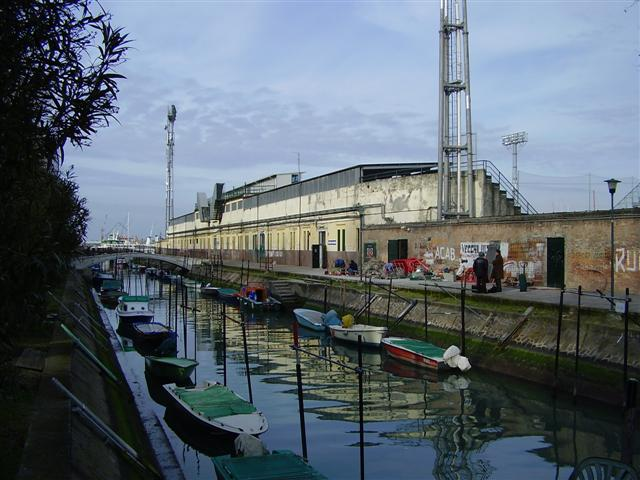
Panoramica esterna dell'impianto ripresa da viale Piave

Il primo decennio del XXI secolo vide l'impianto ridursi in condizioni di sempre maggiore degrado, a fronte del quale si seguitò a ridurre la capienza degli spalti. Nel luglio 2012 una nuova tromba d'aria abbattutasi su Sant'Elena fece crollare i muri di recinzione dietro la curva sud e danneggiò le gradinate degli spalti; a seguito di ciò, un mese dopo si provvide a rinnovare parzialmente i seggiolini, sicché lo stadio poté nuovamente ottenere l'idoneità per la Lega Pro (obbligando comunque il Venezia a giocare la prima gara casalinga stagionale, in Coppa Italia, allo stadio Rino Mercante di Bassano del Grappa).
Sul finire della stagione 2012-2013, nel mese di giugno lo stadio viene nuovamente dichiarato inagibile allorché si scoprì un cedimento del terreno alla base di una delle torri dell'impianto di illuminazione: l'attuazione dell'intervento di risanamento costrinse nuovamente il Venezia ad emigrare, disputando le gare interne allo stadio Piergiovanni Mecchia di Portogruaro.
Nel biennio 2015-2016, a seguito di un ulteriore fallimento e rifondazione del club arancioneroverde, la cordata di imprenditori capeggiata dall'avvocato statunitense Joe Tacopina che ne ha rilevato la proprietà ha finanziato un intervento di risanamento delle strutture dello stadio: in tale circostanza è stata rinnovata la barriera tra gli spalti e il campo di gioco, sono state risanate le tribune intervenendo sulle opere edilizie e sostituendo i seggiolini danneggiati, nonché riadattati i locali di servizio e gli arredi. Parallelamente è stata annunciata la ripresa del proposito di edificare un nuovo stadio, più moderno e capiente, nel quadrante di Tessera, l'iter per il quale è partito il 24 luglio 2018 con la presentazione presso gli uffici comunali del progetto di fattibilità.
Ulteriori lavori si sono resi necessari nell'estate 2017, allorché la promozione del Venezia in Serie B ha imposto un nuovo adeguamento infrastrutturale: si è dunque provveduto a riorganizzare e dotare di tornelli i varchi d'accesso (al fine di filtrare il pubblico e controllare elettronicamente i biglietti), potenziare l'impianto di videosorveglianza, ampliare e ammodernare la tribuna stampa (dotata di cablaggio in fibra ottica e di nuove postazioni per giornalisti e telecronisti), adeguare i locali tecnici (spogliatoi, sale delegati, sala stampa), il sistema di condizionamento dell'aria e l'impianto di illuminazione. L'intervento, progettato dallo studio d'architettura Carrer ed implementato a cura della società Venezia FC, è costato circa 300 000 euro. Parallelamente il municipio ha rinnovato la concessione dell'arena agli arancioneroverdi fino al 2022, dietro pagamento di un canone annuo base pari a circa 25 000 euro. In previsione del protrarsi dei lavori, il Venezia ha indicato come campo interno provvisorio per l'inizio della stagione 2017-2018 lo stadio Friuli di Udine; la concessione dell'omologazione già nel mese di luglio ha tuttavia evitato la necessità di trasferimento.
A seguito di un aggiornamento dei criteri infrastrutturali della Serie B, nell'estate 2018 la società si è fatta carico di un ulteriore adeguamento dell'impianto del valore di 160 000 euro: in tutti i settori degli spalti che ancora ne erano sprovvisti (curva e distinti) vengono installati seggiolini individuali con schienale da 30 cm, secondo uno schema che mischia i tre colori sociali del Venezia (arancio, nero e verde); nei distinti vengono altresì inserite delle sedute bianche, che vanno a comporre il nome della città.
Il 28 maggio 2021, all'indomani del ritorno in Serie A, prendono il via i lavori di adeguamento dello stadio - terminati già a metà settembre - per portare la capienza a 11 150 posti: si procede a rinnovare il terreno di gioco, a potenziare le quattro torri faro, l'impianto audio e i servizi di connettività, a rinnovare i locali interni compresi gli spogliatoi, a ricostruire i distinti per portarne la capienza che arriva a 3 940 posti, a potenziare le curve (la sud passa a 2 910, la nord a 1 319), a creare un settore ospiti da 1 000 posti e a stabilizzare la tribuna a 1 981, con contestuale implementazione di due settori parterre denominati pitch-view, capaci complessivamente di 150 persone.
Nell'estate del 2024, con il nuovo ritorno in Serie A, si completano dei lavori per portare la capienza a 12.048 adeguandolo al minimo concesso  per la Serie A.

## Settori dello stadio

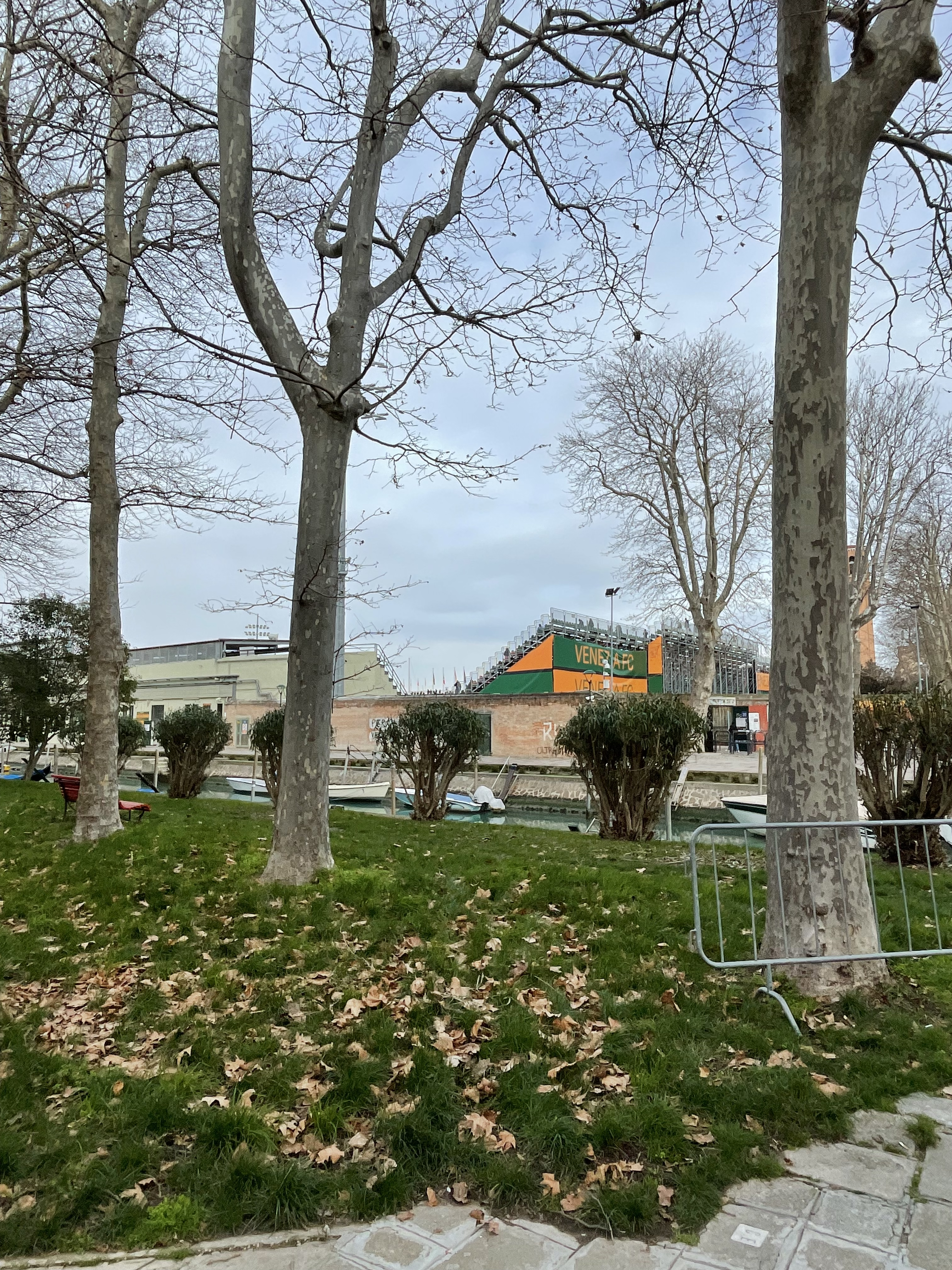
Esterno dello stadio: a destra la curva sud, a sinistra la tribuna centrale (2023)

Lo stadio presenta una struttura a pianta rettangolare: a seguito degli ultimi interventi di ristrutturazione condotti tra il 2017, il 2018 e il 2024 gli spalti possono accogliere fino a 12,048 spettatori (tutti a sedere in posti numerati dotati di seggiolino), suddivisi in quattro settori indipendenti e non raccordati:
- Tribuna (suddivisa in d'onore, VIP e laterale), 1982 posti, sorge lungo Fondamenta Sant'Elena e il Rio di Sant'Elena. Le ristrutturazioni l'hanno portato a essere l'unico settore dell'impianto con struttura in muratura, nonché l'unico dotato di copertura; costituisce l'ingresso principale dello stadio e ne accoglie al suo interno i locali tecnici e di servizio. Peculiarità di tale struttura è la collocazione delle postazioni per gli operatori della stampa, ubicate al di sopra della tettoia.
- Distinti (dal 2016 ridenominati Distinti Valeria Solesin, in memoria della studentessa veneziana rimasta uccisa negli attentati del 13 novembre 2015 a Parigi), 3940 posti, sorgono sul lato opposto rispetto alla tribuna.
- Curva Nord, 1319 posti, settore sempre dedicato alla tifoseria locale.
- Curva Nord Inferiore, 264 posti, settore nuovo situato sotto alla curva nord
- Curva Ospiti, 1000 posti, porzione della curva nord dedicata alla tifoseria ospite.
- Curva Sud, 2910 posti, normalmente occupata dai gruppi della tifoseria organizzata veneziana.
- Curva Sud Inferiore, 634 posti, settore nuovo situato sotto alla curva sud